# José Isidro Yañez
Pour les articles homonymes, voir Yáñez.
José Isidro Yañez (1759 – 7 septembre 1832) était un homme politique mexicain membre de la Première et Deuxième Régence du Mexique entre 28 septembre 1821 et 18 mai 1822 avec les membres titulaires Agustín de Iturbide, Miguel Valentín y Tamayo, Manuel de Heras Soto, Nicolás Bravo Rueda et entre 28 septembre 1821 et 11 avril 1822 avec Manuel de la Bárcena, Manuel Velázquez de León y Pérez, Antonio Pérez Martínez y Robles et Juan O'Donojú y O'Rian (28 septembre 1821 - 8 octobre 1821),,,,.